# CanX
CanX (Canadian Advanced Nanospace eXperiment) ist eine Satellitenreihe  des Institute for Aerospace Studies an der University of Toronto, Kanada. Dabei sollen kostengünstige Mikrosatelliten und Satellitentechnik  erforscht, entwickelt und gebaut werden, die vergleichbare Leistungen wie konventionelle, sperrige Satelliten erzielen. Sie bestehen aus moderner Technik und Subsystemen wie Hochleistungsbordcomputern, Mikrokontrollsensoren und Hochgeschwindigkeitsdatenverbindungen.

## CanX-1
Der erste CanX-Satellit war CanX-1. Dabei handelte es sich um einen Forschungssatelliten, mit dem man die Grundlagen für die später folgenden Satelliten erforschte. Zu der Primärmission zählten die Erforschung der Nanotechnik im Weltraum, speziell den Einfluss des Weltraums auf den Nanosatelliten insgesamt sowie auf die einzelnen Bordsysteme. An Bord befanden sich eine Kamera mit CMOS-Sensoren, ein kleiner Bordcomputer, sowie drei aktive magnetische Lagestabilisatoren. Der Satellit wurde erfolgreich am 30. Juni 2003 gestartet. Der Formfaktor dieses Satelliten entsprach dem 1U-Cubesat-Format. Der Satellit war rund 14 Monate funktionstüchtig und lieferte Erkenntnisse über den Betrieb von CMOS-Kameras, Bordcomputern und Reaktionsrädern im All.

## CanX-2
Der Satellit CanX-2 war dem Vorgänger CanX-1 in der Leistung weitaus überlegen. Die Mission des Satelliten verfolgte zwei Ziele. Das erste Missionsziel war es, zu demonstrieren, dass auch kleinere Satelliten vergleichbare Leistungen erzielen wie herkömmliche Satelliten, die jedoch weitaus größer und teurer sind. Außerdem sollten neuere Systeme für die nachfolgenden Satelliten CanX-4 und 5 erprobt werden. Das zweite Missionsziel war es, wissenschaftliche Daten zu gewinnen. Der Satellit wurde am 28. April 2008 zusammen mit CanX-6 gestartet. Der Formfaktor dieses Satelliten entsprach dem 3U-Cubesat-Format. CanX-2 arbeitete über sechs Jahre lang zuverlässig und lieferte unter anderem Daten zur Atmosphäre mittels Spektrometer sowie zur Leistung von neuartigen Ionen-Triebwerken und GPS-Modulen.

## CanX-3
Der Satellit CanX-3 (auch bekannt unter dem Namen BRITE) ist Teil der sechs Nanosatelliten umfassenden BRITE Constellation und ein Gemeinschaftsprojekt zwischen Österreich, Polen und Kanada. Er gilt als Nachfolgeprojekt für das kanadische Weltraumteleskop MOST. Mit diesem Netz an Weltraumteleskopen will man die größten und hellsten Sterne erforschen. Die Satelliten verfügen über ein differenzierendes Photometriesystem. Mit diesem System werden die Sternlichter auf Struktur und Zusammensetzung und weitere Bereiche erforscht. Die Satelliten verfügen jeweils über ein 3 cm großes optisches Teleskop. CanX-3 (BRITE-Toronto) ist weiterhin aktiv und liefert Daten zur Helligkeitsschwankung massereicher Sterne.

## CanX-4 und CanX-5
Die Satelliten CanX-4 und CanX-5 wurden am 30. Juni 2014 zusammen in den Erdorbit gebracht. Ziel der Mission ist es, zu demonstrieren, dass zwei Satelliten automatisch in präziser Formation fliegen können, ohne dass ein Techniker oder die Bodenkontrolle eingreifen muss. Die beiden Satelliten führten 2014 die weltweit erste vollautomatische präzise Formationsflug-Demonstration mit Cubesats durch. Sie hielten über längere Zeit einen Abstand von unter einem Meter zueinander ein – ein Meilenstein für Miniatur-Formationsflug.

## CanX-6
CanX-6 ist auch unter der Bezeichnung Nanosatellite Tracking of Ships (NTS) bekannt. Der Satellit wurde am 28. April 2008 zusammen mit CanX-2 gestartet und diente vor allem zur automatischen Identifikation und Beobachtungen von Frachtschiffen aus dem Weltraum. Die Mission demonstrierte erfolgreich den Betrieb eines kommerziellen AIS-Empfängers im Orbit und legte den Grundstein für die Gründung von exactEarth.

## CanX-7
CanX-7 wurde vom University of Toronto’s Institute of Aerospace Studies (UTIAS) entworfen und ist ein Cubesat der Größe 3U. CanX-7 trägt vier ausklappbare Segel. Damit soll untersucht werden, ob die Verweildauer von Kleinsatelliten in der Erdumlaufbahn verkürzt werden kann, um Weltraummüll zu vermeiden. Außerdem trägt CanX-7 einen ADS-B-Empfänger. Die Segel wurden im Mai 2017 erfolgreich entfaltet. Der Satellit verglühte am 21. April 2022 in der Erdatmosphäre.

## Übersicht
| Bezeichnung | NSSDC-ID  | Startdatum (UTC)          | Startort                            | Trägerrakete | Status           |
| ----------- | --------- | ------------------------- | ----------------------------------- | ------------ | ---------------- |
| CanX-1      | 2003-031H | 30. Juni 2003, 14:15      | Plessezk 133/3 (Russland)           | Rockot       | defekt, im Orbit |
| CanX-2      | 2008-021H | 28. April 2008, 03:53     | Satish Dhawan Space Centre (Indien) | PSLV C-9     | im Orbit         |
| CanX-3      |           | 21. November 2013, 07:10  | Jasny                               | Dnepr        | im Orbit         |
| CanX-4      | 2014-034C | 30. Juni 2014, 04:22      | Satish Dhawan Space Centre          | PSLV C-23    | im Orbit         |
| CanX-5      | 2014-034D | 30. Juni 2014, 04:22      | Satish Dhawan Space Centre          | PSLV C-23    | im Orbit         |
| CanX-6      | 2008-021B | 28. April 2008, 03:53     | Satish Dhawan Space Centre          | PSLV C-9     | im Orbit         |
| CanX-7      | 2016-059F | 26. September 2016, 03:42 | Satish Dhawan Space Centre          | PSLV C-35    | verglüht         |